# Hopea aequalis
Hopea aequalis är en tvåhjärtbladig växtart som beskrevs av Peter Shaw Ashton. Hopea aequalis ingår i släktet Hopea och familjen Dipterocarpaceae. Inga underarter finns listade i Catalogue of Life.